# Dervallières
Dervallières est un grand quartier d'habitat social situé à l'ouest de Nantes en France. Construit entre 1955 et 1965, c'est un des plus anciens quartier HLM de la ville. Il compte 5 375 habitants en 2018.

## Localisation

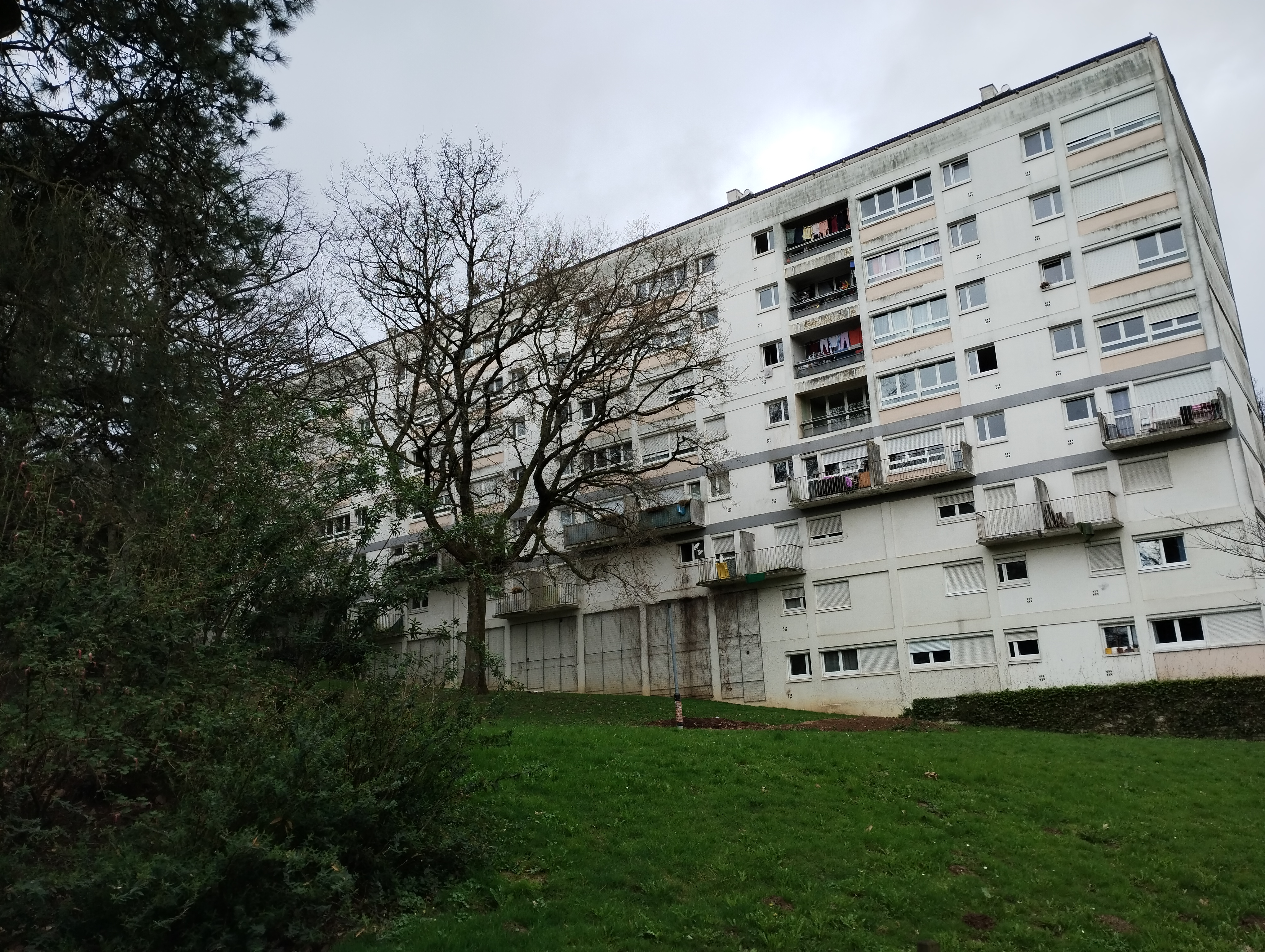
Barre d'immeuble de la rue Jacques Callot.

Se trouvant sur la rive droite de la Chézine, le long du boulevard du Massacre qui marque la limite avec la commune de Saint-Herblain, il fait partie du « quartier Dervallières - Zola », l'un des onze quartiers de la ville.

## Histoire

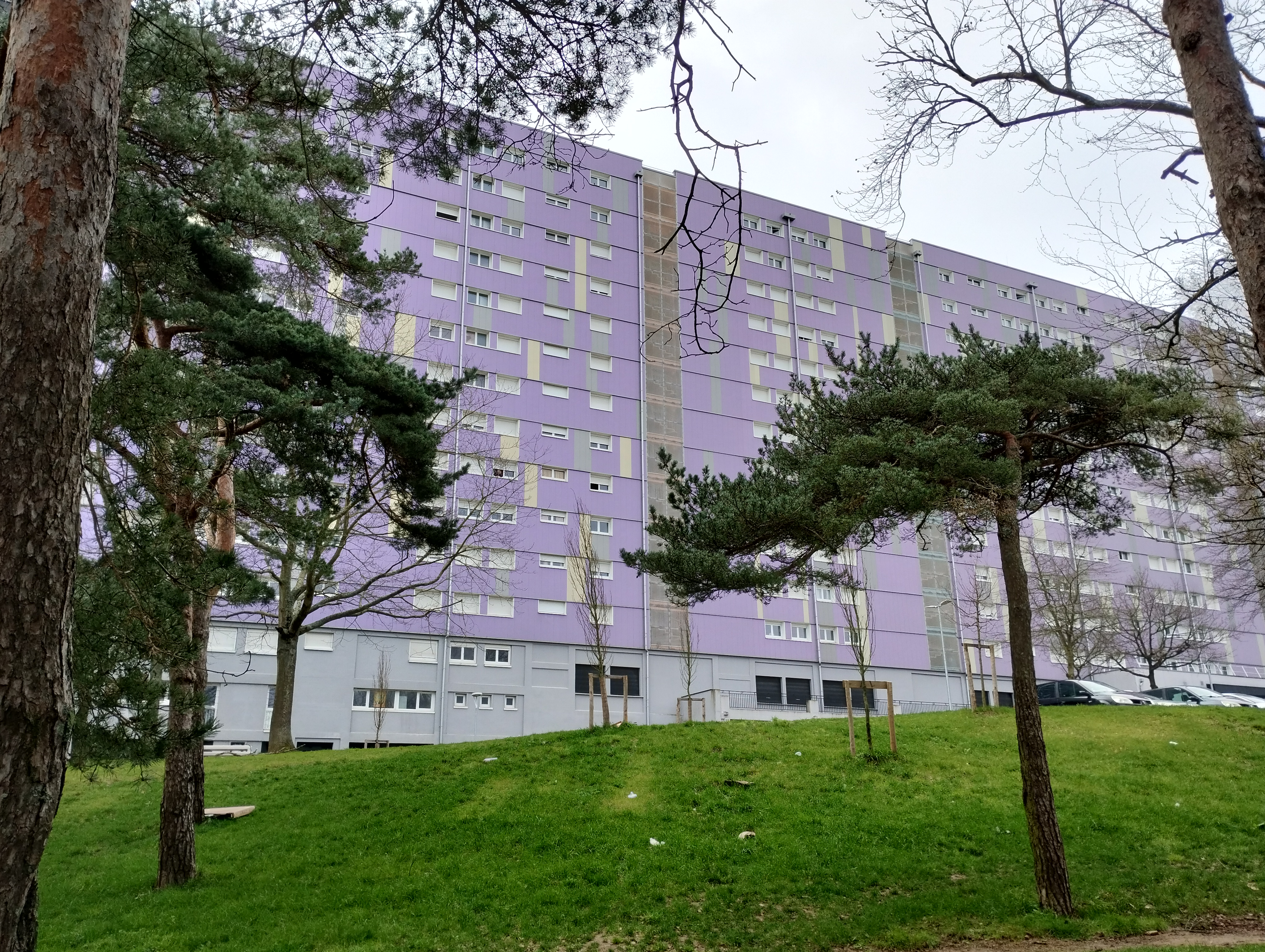
Barre d'immeuble Watteau.

Le quartier des Dervallières est construit sur l’emplacement du vaste parc privé de l'ancien château des Dervallières. Ce parc avait commencé d’être loti dans l’entre-deux-guerres mondiales : ce sont les actuels quartiers du Petit Carcouët (1926) et celui situé sur l’autre rive de la Chézine. Au sortir de la Seconde Guerre mondiale, la pénurie de logements nécessite le lancement de vastes programmes : celui des Dervallières est classé grand projet d’intérêt national en 1950 et chantier d’expérience en 1951. La construction des logements commence en 1956 pour s’achever en 1965, les premiers logements achevés étant occupés en 1959. Il consiste en 2 650 logements en barres d’immeubles, avec au centre le « grand A », dit aussi le Watteau ou « le building », construit pour servir de repère. Parallèlement, 406 maisons individuelles sont construites de 1955 à 1972 au nord-ouest (boulevard du Massacre), par les Castors. Le confort moderne est unanimement apprécié par les nouveaux habitants. Le quartier est rapidement équipé :
- centre commercial : un supermarché et quelques artisans en 1964[A 7] ;
- écoles[A 8] :
  - Dervallières I ou Dervallières-Château, près de l’ancien château, ouvre en 1963,
  - Dervallières II ou Dervallières-Chézine, elle aussi ouverte en 1963,
  - l’école des Châtaigniers,
  - crèche : ouverte en 1971, elle est reprise plusieurs fois avant d’être repensée totalement en 1998[A 9] ;
  - le collège Rosa Parks (ex Le Breil) accueille des élèves du quartier des Dervallières depuis sa création en 1971.
- maison des Jeunes[A 10], au départ gérée par des étudiants et qui devient une maison de quartier gérée par les habitants ;
- salle des sports et gymnase (début des années 1960), centre sportif[A 11] ;
- piscine en 1969[A 11] ;
- église Saint-Laurent, achevée en 1964[A 12].

Il bénéficie également du cabinet médical de la rue Jean-Ingres (installé en 1961), comptant cinq médecins et travaillant en coopérative. Ils appliquent une médecine globale, font eux-mêmes des radiographies, font la promotion de la contraception.
Les Dervallières, qui sont occupées par des habitants de milieu populaire mais varié (dont quelques stars du FC Nantes), sont animés par une intense vie sociale : les dépannages des débuts (années 1960) sont renforcés par la vie des nombreuses associations, qui impliquent les habitants de la cité des Castors : Femmes chefs de famille (FCF), la Confédération syndicale des familles (CSF), l’Amicale laïque des Dervallières. Celles-ci revendiquent et obtiennent des avancées pour le quartier : l’ALD ouvre une bibliothèque encore active aujourd’hui et organise des kermesses ; la cité des jeunes au Ranch de 1964 à 1966 précède la maison de quartier ; etc. Les associations sont installées au château des Dervallières, avant sa démolition en 1987 et à la maison de quartier. Une association réalise des reportages pour TV Dervallières dans les années 1980. Parmi les luttes qui soudent les habitants, il y a celle pour les postes d’ATSEM aux écoles (années 1980).
Malgré ces investissements, le quartier des Dervallières a été touché par les émeutes de 2005 pendant plusieurs jours.
En octobre 2012, une première ligne de Chronobus, la C3, dessert le quartier, laquelle sera complétée en octobre 2013 par une deuxième ligne, la C6.
Le quartier est classé en zone urbaine sensible dans les années 2000, avant de devenir un quartier prioritaire en 2015, comme d'autres quartiers de l'agglomération nantaise.
Le 16 août 2017 le ministre de l’intérieur Gérard Collomb, annonce pour l'été 2019 le déploiement de la police de sécurité du quotidien (anciennement la police de proximité) dans le cadre de la « reconquête républicaine » des quartiers. Comme d’autres quartiers sociaux Nantais, le quartier Dervallières est retenu avec Malakoff et Bellevue,.

## Espaces verts

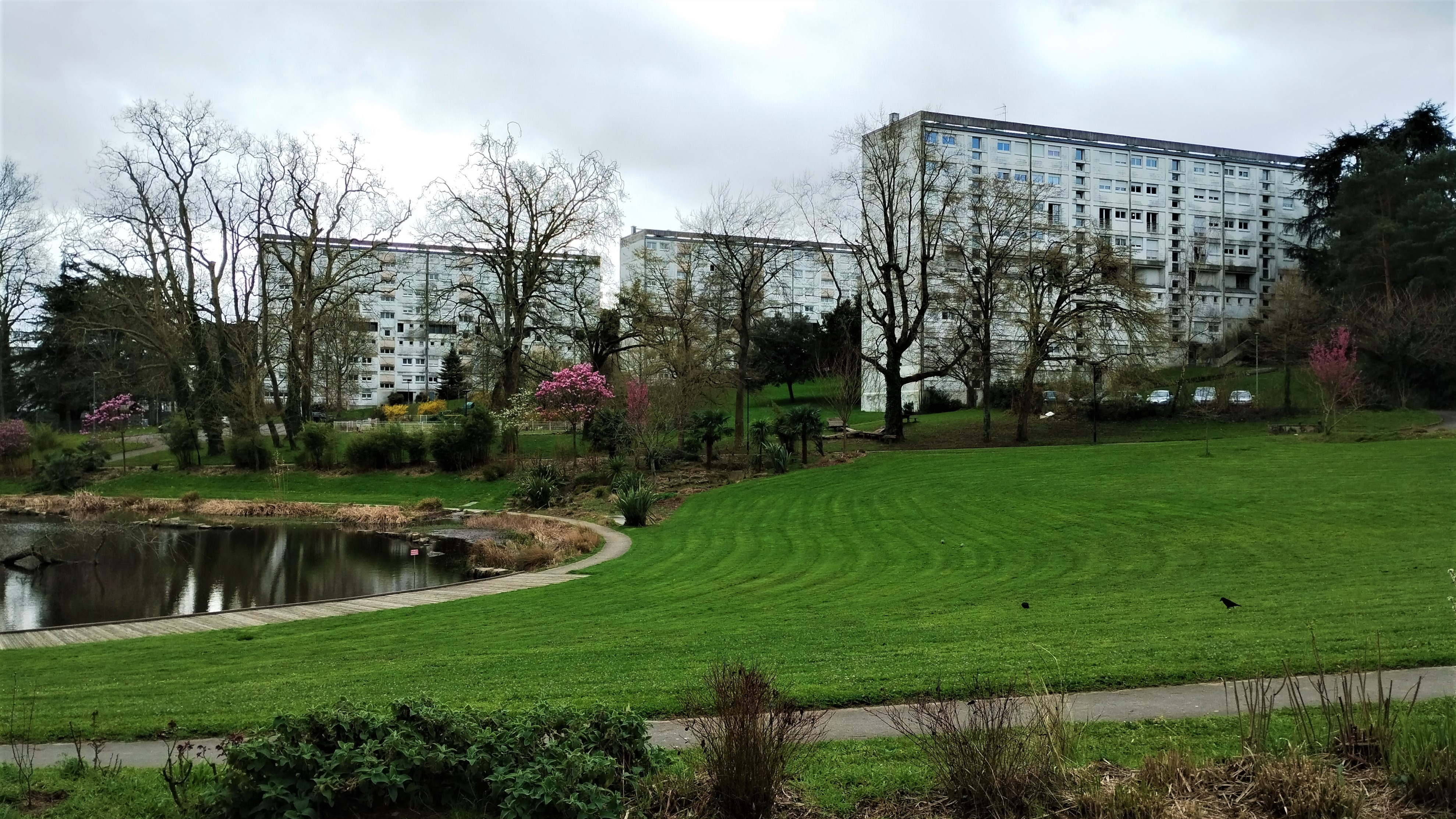
Parc des Dervallières.

Le quartier est situé à proximité immédiate de plusieurs et vastes espaces verts (35 ha au total) :
- parc des Dervallières[A 20] ;
- parc de Procé (16 hectares) : le domaine, aménagé en parc depuis 1866, est acheté par la ville en 1912. Un stade y est construit en 1919. le parc est orné de statues venant de l'ancien Palais du Trocadéro (1937)[A 21] ;
- vallée de la Chézine, aménagée en coulée verte[A 22].